# The Last Resort (Eagles-dal)
Az Eagles The Last Resort című dalát Don Henley és Glenn Frey írta. A dal azt mutatja be, ahogy az ember elkerülhetetlenül tönkreteszi az általa szépnek tartott helyeket. A dal eredetileg a zenekar Hotel California című albumán jelent meg 1976. december 8-án. Ezt követően a Life in the Fast Lane kislemez B-oldalán adták ki újra 1977. május 3-án. A Rolling Stone magazin által készített 1978-as interjúban Henley ezt mondta: „A Hotel California album The Last Resort című dala még ma is az egyik kedvencem… Azért, mert jobban érdekel a környezetünk, mint dalírás kábítószerekről, szerelmi ügyekről vagy bármilyen szertelenségről. A dal mondanivalója az volt, hogy amikor valami jót találunk, a jelenlétünkkel elpusztítjuk – csupán azáltal, hogy az ember az egyetlen állat a földön, amely képes elpusztítani saját környezetét. A környezet az oka annak, hogy bekerültem a politikába: hogy megpróbáljak tenni valamit az ellen, amit én maradék erőforrásaink nagy része teljes elpusztításának látok. Gyarapodási vágyból és kapzsiságból elzálogosítottuk a jövőnket.

## A dal létrejötte
Az In the Studio with Redbeard című rádióműsor egyik adásában (amely egy egész epizódot szentelt a Hotel California készültének) Frey ezt nyilatkozta: 
A The Last Resort megírása teljes mértékben (Don) Henley érdeme. Ez volt az első alkalom, hogy Don magára vállalta egy drámai történet megírását. Akkoriban nagyon aggódtunk a környezetünk miatt, és jótékonysági koncerteket szerveztünk a nukleáris dolgok ellen. Ez tűnt tökéletes módszernek a Hotel California albumban érintett különféle témák összefoglalására. Don a dalban szövegíróként találta meg önmagát, valahogy túltett önmagán…  Folyamatosan szétcsesszük a saját földi Paradicsomunkat, és ez volt a dal mondanivalójának lényege, meg az, hogy egyszerre csak nem lesznek új felfedezésre váró területek. Azt akarom ezzel mondani, hogy már hulladékot, szemetet küldünk az űrbe is. Éppen elég szarság lebeg a bolygónk körül, amit nem is tudunk használni, vagyis úgy tűnik ez a mi életformánk. Sajnálatos, de hát ilyesmi, ami mostanában történik.
Frey Henley mesterműveként jellemezte a dalt. Henley felidézte, hogy akkoriban, amikor a dalt írta, olvasott a Nyugat megerőszakolásáról és kifosztásáról, a bányászattal, a fakitermeléssel, az olajkutatással és a szarvasmarhatenyésztéssel.

## Hangfelvételek
A zenekar Miamiban vette fel a dalt a Criteria Studios egyik stúdiójában. Az egyik szomszédos stúdióban éppen a Black Sabbath készítette Technical Ecstasy című albumát, rendkívül hangosan. Az Eagles kénytelen volt a dalt többször felvenni a szomszédos stúdió falán átszűrődő zaj miatt.

## Kritikai fogadtatása
Dave Thompson író és zenekritikus a dalt Joni Mitchell Big Yellow Taxi című dala aktualizálásának tartja, de hozzáteszi, hogy annál még csüggedtebb és lemondóbb. Thompson szerint a „Some rich men came and raped the land. Nobody caught ‘em” (Gazdagok jöttek, és erőszakot tettek a földön. Senkit nem érdekelt) sor a szabad piacgazdaság kritikája.  William Ruhlmann kritikus szerint olyan borúlátón vázolja fel Amerika történelmét, ami már a nihilizmus határát súrolja. James Perone író szerint a Hotel California album dalait egybefoglalva a kaliforniai élet sötét oldala tükröződik benne. Megjegyzi például, hogy a dal szövege milyen ellentétbe állítja a kaliforniai sivatag szépségét a csúf külvárosi épületekkel, és legvégül bírálja a „manifest destiny” (a sors nyilvánvaló rendeltetése) néven emlegetett elképzelést, amelyen a Kaliforniáig való amerikai terjeszkedés részben alapult. A szöveg kulcsmondatának a „They called it paradise; I don't know why” (földi Paradicsomnak hívták, nem is tudom, miért) sort tartja, észrevéve, hogy erre utal Henley lemondó hangsúlya és a dallam esése.  Perone kifogásolja, hogy a dalban húros hangszerek helyett szintetizátort használnak, amit ő mesterséges hangzásúnak érez. Az Eagles életrajzírója, Mark Eliot számára a The Last Resort egy nemzet önmegsemmisítésének és fizikai hanyatlásának történetét írja le személyes kiégés metaforájaként. 2016-ban a Rolling Stone magazin szerkesztői a "The Last Resort" dalt az Eagles 27. legnagyszerűbb dalának értékelték.

## Zenészek
- Don Henley - ének, dobok, szintetizátor
- Glenn Frey - zongora, akusztikus gitár, háttérvokál
- Joe Walsh - elektromos gitár, szintetizátor, háttérvokál
- Don Felder - pedal steel gitár, elektromos gitár, háttérvokál
- Randy Meisner - basszusgitár, háttérvokál

## Fordítás
- Ez a szócikk részben vagy egészben  a   The Last Resort (Eagles song) című angol Wikipédia-szócikk ezen változatának fordításán alapul.  Az eredeti cikk szerkesztőit annak laptörténete sorolja fel. Ez a jelzés csupán a megfogalmazás eredetét és a szerzői jogokat jelzi, nem szolgál a cikkben szereplő információk forrásmegjelöléseként.